# Ivica Matičević
Ivica Matičević (Slavonski Brod, 12. ožujka 1966.), hrvatski književni povjesničar, književni kritičar, komparatist i novinski urednik. 

## Životopis
Završio je osnovnu školu u Slavonskom Brodu i brodsku gimnaziju, diplomirao 1992. komparativnu književnost i opću lingvistiku na Filozofskom fakultetu u Zagrebu. Od 1992. zaposlen je u Zavodu za povijest hrvatske književnosti, kazalište i glazbe HAZU u Zagrebu, u Odsjeku za povijest hrvatske književnosti, trenutno u zvanju znanstvenog savjetnika. Magistrirao je s temom Biblijski predložak u drami hrvatske avangarde 1996., a doktorirao 2007.  s temom Književna kritika za Nezavisne Države Hrvatske na istome fakultetu. Od 2011. do 2017. držao je kolegije na Poslijediplomskom doktorskom studiju pri Odsjeku za komparativnu književnost Filozofskog fakulteta u Zagrebu. Od 2022. drži radionice na PDDS-u, smjer književnost, na Filozofskome fakultetu u Osijeku. Od 1999. zamjenik urednika, a 2002. – 2008. glavni urednik Vijenca. Tijekom 2008. i 2009. bio je izvršni urednik Biblioteke Stoljeća hrvatske književnosti. Član je Upravnog odbora Društva hrvatskih književnika od 2014. u više mandata, predsjednik Odbora Fonda Miroslav Krleža (od 2021. do danas). Urednik je Male knjižnice DHK u kojoj je uredio preko stotinu beletrističkih naslova u svim žanrovima.
Objavio je više samostalnih autorskih knjiga i priredio je više desetaka izabranih djela hrvatskih i europskih pisaca 20. stoljeća te objavio preko stotinu znanstvenih i stručnih radova u domaćoj i inozemnoj periodici i zbornicama radova. Sudjelovao je referatima na većem broju hrvatskih i međunarodnih znanstvenih skupova i simpozija.

## Djela
Autorske knjige:
- Raspeti Juda. Pristup biblijskom predlošku u drami hrvatske avangarde, Matica hrvatska, Zagreb 1996.
- Leksikon hrvatske književnosti (u suautorstvu s L. Čale Feldman, D. Dudom i V. Bogišićem), Naklada Naprijed, Zagreb 1998.
- Baklje u arhivima. Rasprave o hrvatskoj književnosti, Znanje, Zagreb 2004.
- Prostor slobode. Književna kritika u zagrebačkoj periodici od 1941. do 1945, Matica hrvatska, Zagreb 2007.
- Gorenje naroda. (Feljtoni), Ex libris, Zagreb 2008.
- Od estetike do ideologije. Rasprave i ogledi o hrvatskoj književnosti, Ex libris, Zagreb 2013.
- Mjera za priču. Književno-kritički ogledi o suvremenoj hrvatskoj prozi, Ex libris, Zagreb, 2015.
- Trijumf duše. Knjiga o Josipu Kosoru. Ex libris, Zagreb 2018.
- Priča prati hrabre. Pogled u noviju hrvatsku prozu. Leykam International, Zagreb, 2024.[5]

Priređene knjige (izbor):
- Hrvatske bajke i basne. Antologija. Alfa, Zagreb 1997, 2001.
- Tito Strozzi, Roman i drame. Stoljeća hrvatske književnosti, Matica hrvatska, Zagreb 1998.
- Osijek 1999. Dossier. Matica hrvatska, Zagreb 2006.
- Ulderiko Donadini, Lude priče. Matica hrvatska, Zagreb 2008.
- Josip Kosor, Požar strasti. Matica hrvatska, Zagreb 2008.
- Hrvatska književna avangarda. Programski tekstovi. Matica hrvatska, Zagreb 2008.
- Milan Begović, Myrrha. Amerikanska jahta u splitskoj luci, Ex libris, Zagreb 2010.
- Djela Josipa Kosora, knj. I-XII, Ex libris, Zagreb 2011-2017.
- Biblija u drami hrvatskoga ekspresionizma, sv. 1-2, Ex libris, Zagreb 2014.
- Odlazak u noć. Jednočinke i kratke drame njemačkoga ekspresionizma, Ex libris, Zagreb 2015.
- Georg Kaiser, Građani Calaisa, Ex libris, Zagreb 2017.
- Georg Kaiser, Od jutra do ponoći, Ex libris, Zagreb 2017.
- Ernst Toller, Preobrazba, Ex libris, Zagreb 2018.
- Ernst Toller, Masa-čovjek, Ex libris, Zagreb 2018.
- Josip Kosor, Moj prijatelj Stefan Zweig. Nepoznata pisma Josipa Kosora Stefanu Zweigu/Mein Freund Stefan Zweig. Unbekannte Briefe Josip Kosors an Stefan Zweig, Matica hrvatska, Zagreb 2022.
- Milutin Cihlar Nehajev, Izabrana djela I, Stoljeća hrvatske književnosti, Matica hrvatska, Zagreb 2024.

## Nagrade
- Nagrada HAZU za književnost 2008.
- Nagrada A. G. Matoš Matice hrvatske za kritiku za 2008.
- Nagrada Julije Benešić za najbolju knjige književne kritike 2016.
- Nagrada Zvane Črnja za najbolju hrvatsku knjigu eseja 2016.